# دوروثي بافوم شاندلير
دوروثي بافوم شاندلير (بالإنجليزية: Dorothy Buffum Chandler)‏ هي ناشرة أمريكية، ولدت في 19 مايو 1901 في إلينوي في الولايات المتحدة، وتوفيت في 6 يوليو 1997 في لوس أنجلوس في الولايات المتحدة.